# Segundo momento de área

Esquema de la definición de segundo momento de área desde un punto: el cálculo implica el uso de las distancias al cuadrado

Para una lista de momentos, véase Momentos de inercial de áreas
En ingeniería estructural, el segundo momento de área, también denominado segundo momento de inercia o momento de inercia de área, es una propiedad geométrica de la sección transversal de elementos estructurales. Físicamente el segundo momento de inercia está relacionado con las tensiones y deformaciones máximas que aparecen por flexión en un elemento estructural y, por tanto, junto con las propiedades del material determina la resistencia máxima de un elemento estructural bajo flexión.
El segundo momento de área es una magnitud cuyas dimensiones son longitud a la cuarta potencia (que no debe ser confundida con el concepto físico relacionado de inercia rotacional cuyas unidades son masa por longitud al cuadrado). Para evitar confusiones, algunos ingenieros denominan "momento de inercia de masa" al momento con unidades de masa descrito en este artículo.

## Definición
Dada una sección plana transversal Σ de un elemento estructural, el segundo momento de inercia se define para cada eje de coordenadas contenido en el plano de la sección Σ mediante la siguiente fórmula:

{\displaystyle I_{\rm {eje}}=\iint _{\Sigma }r^{2}{\text{d}}A}

Donde:
- Ieje, es el segundo momento de inercia alrededor del eje escogido.
- dA, es el diferencial de área, de la sección Σ.
- r, es la mínima distancia del elemento dA al eje escogido.

## Momentos de inercia principales
Si consideramos nuevamente una sección transversal plana Σ y la parametrizamos mediante coordenadas rectangulares (x,y), entonces podemos definir dos momentos de inercia asociados a la flexión según X o según Y además del producto de inercia mediante:

{\displaystyle {\begin{cases}I_{x}=\iint _{\Sigma }y^{2}\ {\text{d}}x{\text{d}}y\\I_{y}=\iint _{\Sigma }x^{2}\ {\text{d}}x{\text{d}}y\\I_{xy}=\iint _{\Sigma }xy\ {\text{d}}x{\text{d}}y=I_{yx}\end{cases}}}

Estos momentos definen las componentes de un tensor de segundo orden:

{\displaystyle \mathbf {I} ={\begin{bmatrix}I_{x}&I_{xy}\\I_{yx}&I_{y}\end{bmatrix}},\quad \det(\mathbf {I} )>0}

Los ejes se dice que son ejes principales de inercia si Ixy = 0, y en ese caso podemos escribir la tensión perpendicular asociada a la flexión esviada simple del elemento estructural sobre cada punto de la sección Σ estudiada como:

{\displaystyle \sigma (x,y)=-{\frac {M_{x}}{I_{x}}}y+{\frac {M_{y}}{I_{y}}}x}

Siendo Mx y My las componentes del momento flector total sobre la sección Σ. Las unidades en el Sistema Internacional de Unidades para el segundo momento de inercia son longitud a la cuarta potencia, en la práctica la mayoría de secciones de uso en ingeniería se dan en (cm4). Si los ejes de referencia empleados no necesariamente son ejes principales la expresión completa de la tensión en cualquier punto genérico viene dada por:

{\displaystyle \sigma (x,y)={\frac {xI_{x}-yI_{xy}}{I_{y}I_{x}-I_{yx}^{2}}}M_{y}-{\frac {yI_{y}-xI_{yx}}{I_{y}I_{x}-I_{xy}^{2}}}M_{x}}

## Teorema de ejes paralelos
El teorema de Steiner o de ejes paralelos permite hallar el segundo momento de área ( o momento de inercia) respecto a un eje (CM), conocido el segundo momento de área (o momento de inercia)  respecto de un eje paralelo que pase por el centro de gravedad. En ingeniería, un uso común es utilizar este teorema para hallar el momento de inercia de un patrón repetido alrededor de un eje central. Este "traslado" del segundo momento de inercia, se hace mediante la fórmula:

{\displaystyle I_{\rm {eje}}=I_{\rm {eje}}^{(CM)}+Ad_{\rm {eje}}^{2}\,}

Donde:
Ieje - Segundo momento de área respecto al eje que no pasa por el centro de masa.
I(CM)eje - Segundo momento de área para el eje que pasa por el centro de gravedad.
A - Área de la sección transversal.
d - Distancia entre el nuevo eje y el eje que pasa por el centro de gravedad.
El resultado anterior se puede generalizar a todas las componentes del tensor de inercia:

{\displaystyle I_{ij}=I_{ij}^{(CM)}+Ad_{i}d_{j}\,}

Donde:
{\displaystyle \mathbf {d} =(d_{x},d_{y},d_{z})} son las coordenadas de un punto P respecto al centro de masas (CM), respecto al cual se quieren recalcular los momentos de inercia.

## Momentos de inercia de figuras planas[1]
- Rectángulo de ancho b y altura h, respecto a dos ejes paralelos a los lados del mismo (el eje X paralelo al lado  b y el eje Y paralelo al lado h) y que pasan por su centro de gravedad:

{\displaystyle I_{x}={1 \over 12}bh^{3},\qquad I_{y}={1 \over 12}b^{3}h\,}

- Triángulo isósceles de base b y altura h, respecto a los ejes que, siendo paralelos a base y altura, pasan por su centro de gravedad:

{\displaystyle I_{x}={1 \over 36}bh^{3},\qquad I_{y}={1 \over 48}b^{3}h\,}

- Triángulo rectángulo de base b y altura h, respecto a los ejes que, siendo paralelos a los catetos del mismo, pasan por su centro de gravedad:

{\displaystyle I_{x}={1 \over 36}bh^{3},\qquad I_{y}={1 \over 36}b^{3}h\,}

- Círculo de radio R, respecto de cualquier eje que pasa por su centro de gravedad:

{\displaystyle I_{x}=I_{y}={1 \over 4}{\pi }R^{4}\,}

- Semicírculo de radio R, respecto de los ejes que pasan por su centro de gravedad (el eje X paralelo al lado plano):

{\displaystyle I_{x}={\pi R^{4} \over 8}-{8R^{4} \over 9\pi }\approx 0,10976R^{4}\,}

{\displaystyle I_{y}={1 \over 8}{\pi }R^{4}\,}

- Cuadrante (Cuarto de círculo) de radio R, respecto a los ejes que, siendo paralelos a los lados planos, pasan por su centro de gravedad:

{\displaystyle I_{x}=I_{y}=0,0549R^{4}\,}

- Polígono cualquiera: Polígono cualquiera

Sumando las contribuciones de trapecios yendo desde cada lado del polígono al eje coordenado correspondiente

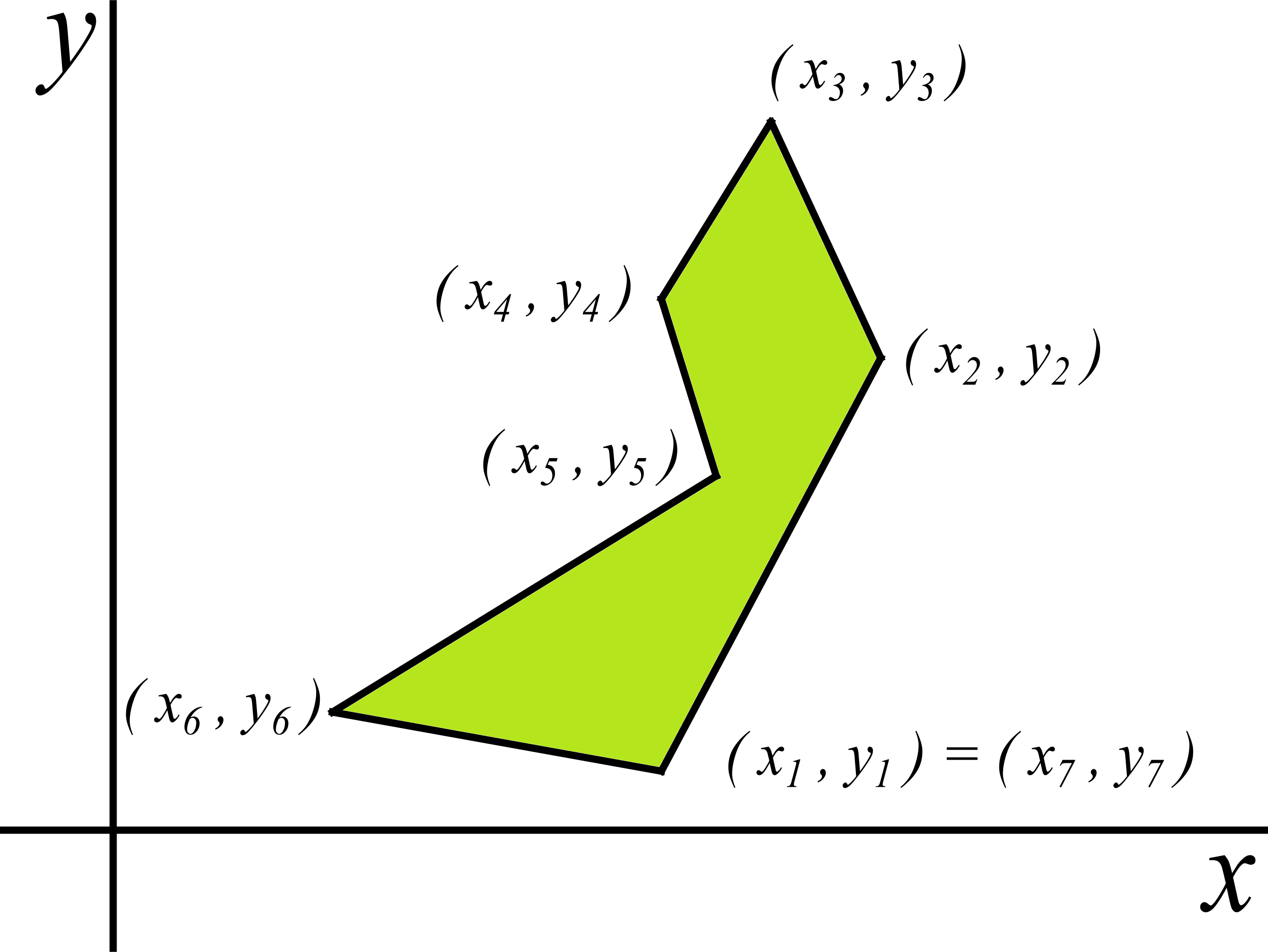
Polígono cualquiera

 (el orden en que se recorren los vértices del polígono da signo al valor obtenido). Hay que recorrer los vértices en sentido antihorario:
{\displaystyle I_{x}={\frac {1}{12}}\sum _{i=1}^{n}(x_{i+1}-x_{i})(y_{i+1}+y_{i})(y_{i+1}^{2}+y_{i}^{2})\,}
{\displaystyle I_{y}={\frac {1}{12}}\sum _{i=1}^{n}(y_{i+1}-y_{i})(x_{i+1}+x_{i})(x_{i+1}^{2}+x_{i}^{2})\,}
{\displaystyle I_{xy}={\frac {1}{24}}\sum _{i=1}^{n}(x_{i}-x_{i+1})(3x_{i+1}y_{i+1}^{2}+x_{i}y_{i+1}^{2}+2x_{i+1}y_{i}y_{i+1}+2x_{i}y_{i}y_{i+1}+x_{i+1}y_{i}^{2}+3x_{i}y_{i}^{2})\,}

donde {\displaystyle x_{i},y_{i}} son las coordenadas de los vértices del polígono.